# KOMU
KOMU（コム） は、日本のソングライター、編曲家。SCOOP MUSIC所属。

## 人物
中学で吹奏楽、高校ではロックに目覚め、バンドにてボーカルを担当する。専門学校で唄を学び、渋谷や六本木のクラブでkomu13(コムサーティーン)としてクラブ・ミュージックの活動を行う。その活動の中で知り合った、Vlidgeとのコラボレーションを機に音楽制作現場に参加。後にSCOOP MUSICで作詞・作曲・編曲の活動を開始する。

## 提供した主な楽曲
V6
- 「I DON'T FORGIVE」（作詞）
- 「I give smile to you」（作詞）
- 「You Know?」（作詞）
- 「SHOW ME」（作詞）
- 「LIGHT IN YOUR HEART」（作詞）
- 「NEXPLOSION」（作詞）
- 「will」（作詞）
- 「Bouquet」（作詞）
- 「ヨロコビノウタ」（作詞・共作曲・共編曲）
- 「SILENT GALAXY」（作詞）
- 「Crank it up!!」（作詞）
- 「タカラノイシ」（作詞）
- 「Perfect Lady」（作詞）

20th Century
- 「ユメノサキ」（作詞）

Coming Century
- 「Rudery big up」（作詞）
- 「JUSTICE」（作詞・共作曲・共編曲）
- 「Our Place」（作詞）
- 「12ヶ月」（Rap詞）

森田剛・三宅健
- 「旅立ちの翼“HIP HOP Ver.”」（共編曲）

森田剛
- 「官尾」（共作詞）

A.B.C-Z
- 「Move that body」（作詞）
- 「Life is Beautiful」（作詞・共作曲）

KAT-TUN
- 「READY FOR THIS!」（作詞）
- 「GO AHEAD」（作詞）
- 「Loner」（Rap詞）
- 「STING」（共作詞）

亀梨和也
- 「Rain」（作詞）

Kis-My-Ft2
- 「KISS FOR U」（Rap詞）
- 「SHE! HER! HER!」（作詞）
- 「Kickin' it」（作詞）
- 「WANNA BEEEE!!!」（作詞）
- 「キ・ス・ウ・マ・イ 〜KISS YOUR MIND〜」（作詞）
- 「S.O.S (Smile On Smile)」（作詞）
- 「ETERNAL MIND」（作詞）
- 「君にあえるから」（作詞）
- 「Kiss魂」（作詞）
- 「Brand New World」（作詞）
- 「On Your Mark」（作詞）
- 「YES! I SCREAM」（作詞）
- 「I Scream Night」（作詞）
- 「Sha la la☆Summer Time」（作詞）
- 「VersuS」（作詞）
- 「HAPPY☆DAY」（作詞）
- 「Hurray! Hurray!」（作詞）
- 「Yeah E Yeah!!!!!!!」（作詞）
- 「A10TION」（Rap詞）

舞祭組
- 「like a Mt.Fuji〜勝利のドラゴン〜」（作詞・共作曲）

玉森裕太
- 「SURVIVOR」

Hey! Say! JUMP
- 「ウィークエンダー」（共編曲）
- 「JUMPing CAR」（作詞）
- 「DISCO JOCKEY!!!」（作詞）
- 「NEW AGE」（作詞）
- 「真剣SUNSHINE」（作詞）
- 「Masquerade」（作詞）
- 「Never Let You Go」（作詞・共作曲）

King & Prince
- 「Spark and Spark」（作詞）
- 「I promise」（作詞）
- 「Body Paint」（作詞）

Prince（ジャニーズJr.）（現：King & Prince）
- 「You are my Princess」（作詞）
- 「For The Glory」（作詞）

ジャニーズWEST
- 「Break Out!」（作詞）
- 「バンバンッ!!」（作詞）
- 「Anything Goes」（作詞・共作曲）

小瀧望
- 「B U S Y」（作詞・共作曲）

Love-tune
- 「CALL」（作詞）

Snow Man
- 「Acrobatic」（作詞）
- 「Party! Party! Party!」（作詞）
- 「POWEEEEER」（作詞）

関西ジャニーズJr.
- 「轟〜GO!!〜」（作詞・共作曲）

2PM
- 「Take off」（共作詞）
- 「Heartbeat -Japanese ver.-」（Rap詞）
- 「Without U -Japanese ver.-」（Rap詞）
- 「I´ll be back -Japanese ver.-」（Rap詞）
- 「Stay with me」（共作詞）

PaniCrew
- 「Party!」（作詞・共作曲）

Vanillasky
- 「MOVE ON」（共作詞）
- 「P.P.P」（共作詞）

VANNESS
- 「Shine on」（作詞）

BIGBANG
- 「MY HEAVEN」（作詞）
- 「Emotion」（共作詞）

フランシュシュ
- 「激昂サバイブ」（共作詞・共作曲）

BoA
- 「UNIVERSE feat. Crystal Kay & VERBAL(m-flo)」（日本語詞）

U-KISS
- 「Coincidence」（共作曲）

Emyli
- 「Look At Me Now」（共作詞）

郷ひろみ
- 「ウォンチュー!!!」（作詞）
- 「最強無敵のDong Dong Dong!」（作詞）
- 「GO!でおじゃる」（作詞）